# روزنامه‌نگاری اقتصادی
روزنامه‌نگاری اقتصادی یا روزنامه‌نگاری تجاری شاخه‌ای از روزنامه‌نگاری است که تجارت، اقتصاد، فعالیت‌های مالی و تغییرات ایجاد شده در جامعه را دنبال، ضبط، تحلیل و تفسیر می‌کند. موضوعات به‌طور گسترده همهٔ موارد فعالیت‌های تجاری که وابسته به اقتصاد یک ملت هست را پوشش می‌دهد. این حوزه از روزنامه‌نگاری اخبار و ویژگی‌های افراد، مکان‌ها و موضوعات وابسته به بحث تجارت را پوشش می‌دهد. بیشتر روزنامه‌ها، مجلات، اخبار رادیویی و تلویزیونی یک بخش تجاری دارند. با این حال روزنامه‌نگاری تجاری که به شکل جزئی تر در انتشارات، کانال‌های رادیویی و تلویزیونی دیده می‌شود به‌طور خاص به تجارت و روزنامه‌نگاری مالی اختصاص داده می‌شود.
این حوره از روزنامه‌نگاری را اخبار و ویژگی‌های مقالات در مورد افراد و مکان‌ها و مسائلی که مربوط به حوزه کسب و کار است پوشش می‌دهد. اکثر روزنامه‌ها و مجلات و رادیو و تلویزیون اخبار یک بخش کسب و کار را نشان می‌دهد. اما به صورت دقیق و عمیق می‌توان روزنامه‌نگاری تجاری را در نشریات و رادیو و تلویزیون در ستون‌ها یا کانالی که به‌طور خاص برای کسب و کار و مالی اختصاص داده شده مشاهده نمود.